# Takebe Ayatari

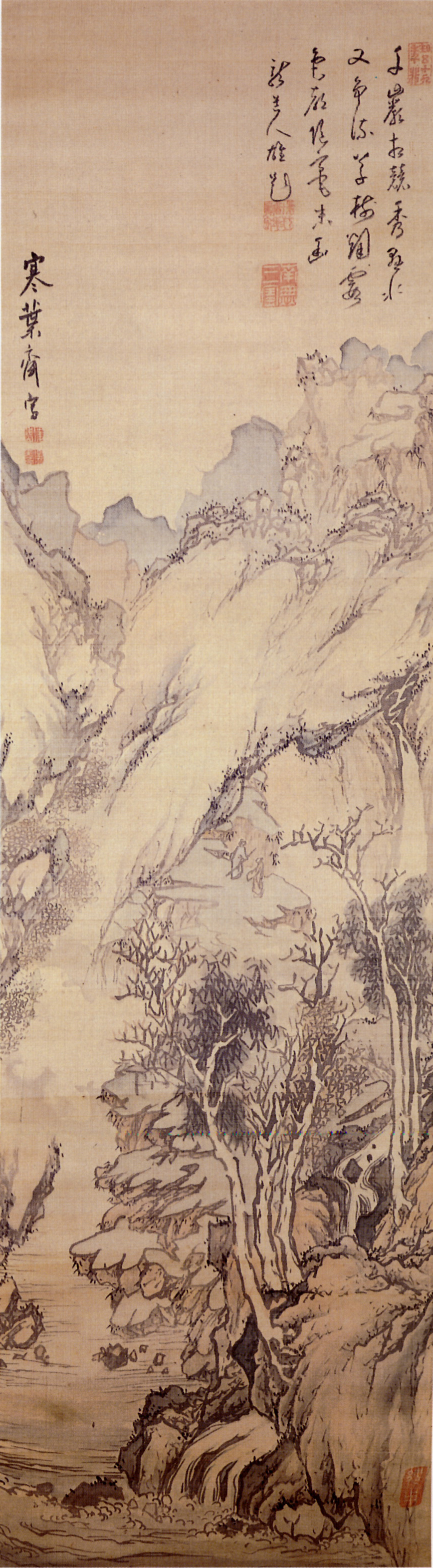
Landschaftsbild von Takebe Ayatari aus der mittleren Edo-Zeit

Takebe Ayatari (japanisch 建部 綾足, wirklicher Name Kitamura Hisamura; * 1719; † 28. April 1774) war ein japanischer Haiku-Dichter und Maler.

## Leben und Wirken
Takebe wurde als Sohn Samuraifamilie im Norden Japans geboren. Er war mütterlicher Seits Enkel von Daidōji Yūzan, dem Theoretiker des Bushidō. Wegen einer Affäre mit der Frau seines Bruders musste er im Alter von zwanzig Jahren seine Heimat verlassen und ließ sich als Haiku-Dichter in Edo nieder. Als Haiku-Pseudonyme verwendete er Kasso (葛鼠), Toin (都因) und Ryōtai (涼袋). Er betrieb Kokugaku-Studien bei Kamo no Mabuchi und studierte chinesische Malerei im Nanga-Stil bzw. deren Nanpin-Schule. Als einer von wenigen Malern nahm er außer bei japanischen Meistern auch Unterricht bei einem chinesischen Maler, Fei Han-yuan.
Unter dem Namen Ryōtai veröffentlichte er dann mehrere Bände mit Holzdrucken chinesischer Werke und eigener Gemälde. Neben Landschaftsgemälden im chinesischen Stil schuf er auch zahlreiche der Haiku-Ästhetik verpflichtete Haiga-Gemälde, die er in späteren Werken bis zu einzelnen Linien vereinfachte. 1768 veröffentlichte er den dreiteiligen Roman Nishiyama monogatari (西山物語).
Einer seiner Schüler war der Maler Kakizaki Hakyō.